# دزيرجينسكايا
دزيرجينسكايا (بالبيلاروسية: Дзяржынская гара - Dziaržynskaja hara)‏ هو تل يبلغ أرتفاعه 345 متر فوق مستوى سطح البحر وهو ما يعادل 1130 قدم وهو أعلى نقطة في بيلاروسيا ويقع في قرية دزيارجينسك غرب العاصمة مينسك.